# 管領代
管領代（かんれいだい）是室町幕府的一種職稱。非常設職位，當管領不能視事時，代行管領職責。歷史上，永正5年（1508年）室町幕府10代将軍足利義稙再度就任將軍時，除了管領細川高国之外，山城國守護大內義興也被任命爲管領代。